# Wieczne (film)
Wieczne (fr. Éternelles) – francuski film krótkometrażowy z 1994 roku w reżyserii Éricka Zonki. Zdjęcia kręcono w departamencie Loiret.

## Obsada
- Julien Cottereau jako Denis
- Christian Barbier jako Le père
- Sylvie Testud jako Nathalie
- Luc Jamati jako André
- Thérèse Pointu jako Babcia (jako Thérèse Pointut)
- Arlette Aupet jako Arlette
- Isabelle Tossan jako lekarka
- Michaël Deloze jako Chłopiec na motorowerze 1
- Anthony Guinand jako Chłopiec na motorowerze 2
- Élodie Bouchez[1]